# Füzesabony
Füzesabony es una ciudad situada en la parte oriental del condado de Heves, en el extremo norte de la Gran Llanura, en Hungría. Es la capital del distrito de Füzesabony. Es un centro de transporte ferroviario y por carretera.

## Historia
El área estuvo habitada en tiempos prehistóricos, y sus restos se conservan en el Museo Nacional Húngaro. Los arqueólogos excavaron asentamientos neolíticos en el área llamada Szikszói berek cerca de Füzesabony-Gubakút y Pusztaszikszó, así como cerca de la planta de aguas residuales, en 1995-96, y en 1997 y 2005 a 2006. Más tarde, los celtas y los sármatas también lo habitaron. El asentamiento se menciona por primera vez en 1261, como Obon. Fue destruido por los otomanos en el año del asedio de Eger, pero fue repoblado rápidamente.
La construcción de la línea ferroviaria entre Miskolc y Hatvan comenzó en 1869. En 1872, una línea ferroviaria unió el asentamiento con Eger y en 1891 con Debrecen, lo que convirtió la ciudad en un importante nudo ferroviario de la región.
La ciudad recibió el estatus de ciudad en 1989.

## Demografía
En 2022, el 92,3% de la población se identificó como húngara, el 3,1% como romaní, el 0,4% como alemana, el 0,2% como ucraniana, el 0,1% como croata, el 0,1% como rumana y el 1,6% como de otra nacionalidad no nacional (el 7,6% no lo declaró; debido a las identidades dobles, el total puede ser superior al 100%).
En 2022, la demografía religiosa de la ciudad era la siguiente: el 38% eran católicos romanos, el 3,1% calvinistas, el 0,4% greco-católicos, el 0,1% evangélicos, el 0,1% ortodoxos, el 1,7% otros cristianos, el 0,7% otros católicos, el 15,1% no confesionales (el 40,6% no respondió).

## Personas notables
- Aquí nació el futbolista Sándor Bíró el 9 de agosto de 1911.
- Gellért Belon, obispo auxiliar de Pécs, nació aquí el 24 de septiembre de 1911.
- Aquí nació el 8 de febrero de 1913 el Dr. István Gál, sacerdote y maestro escolapio.
- El 1 de junio de 1941 nació aquí el Ministro de Defensa húngaro, János Szabó.
- Sándor Holczreiter, medallista de bronce olímpico y tres veces campeón mundial de levantamiento de pesas, nació aquí el 18 de julio de 1946.
- La cantante Zsuzsa Koncz pasó aquí su primera infancia.

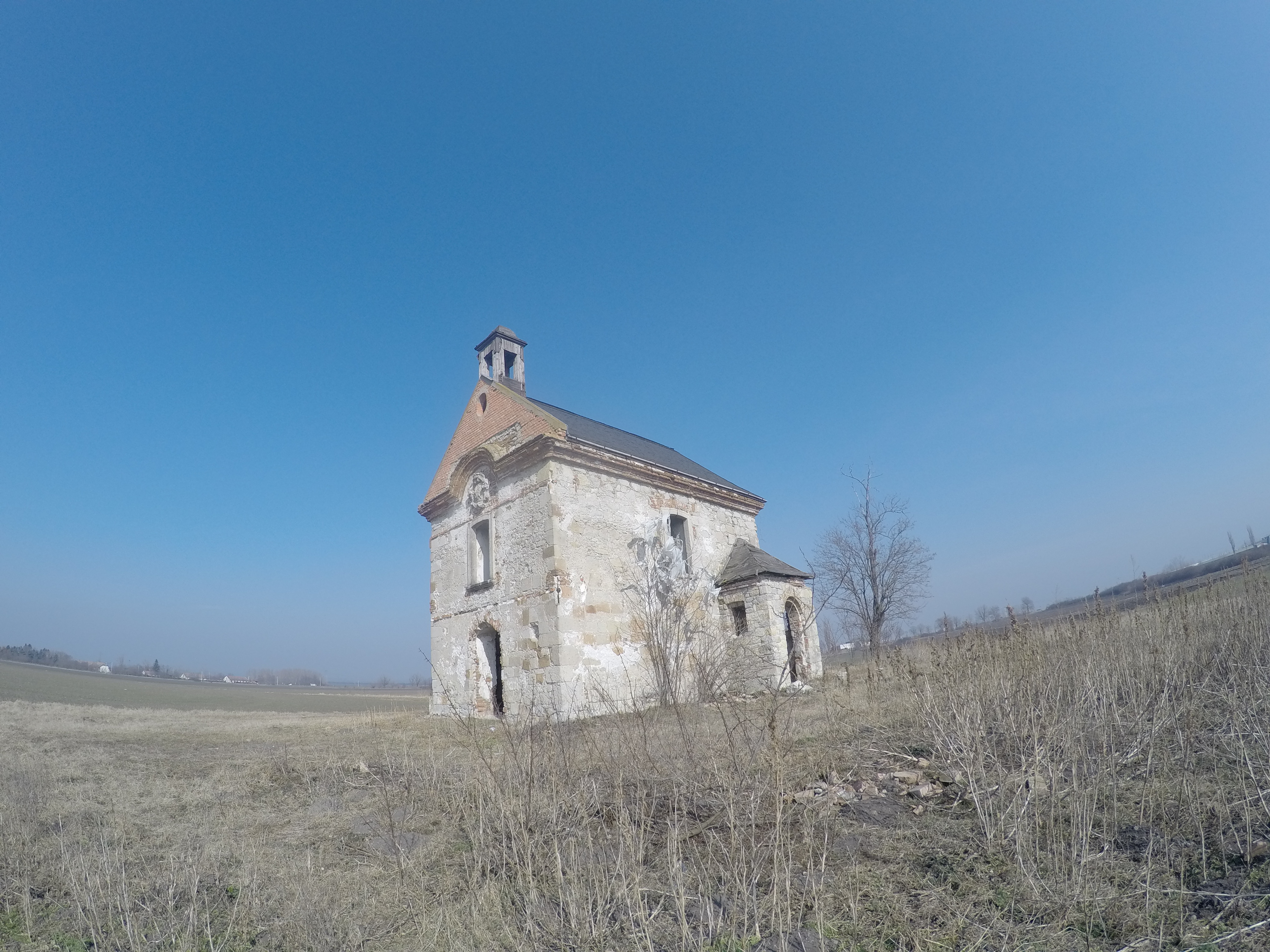
Capilla abandonada a las afueras de Füzesabony